# تتراجراماتون
التتراجراماتون (من اليونانية القديمة τετραγράμματον "[تتكون من] أربعة أحرف")، أو التتراجرام، هو المسمى العبري المكون من أربعة أحرف иоча (مترجم كـ YHWH أو YHVH) ، اسم الله في الكتاب المقدس العبري. الحروف الأربعة، المكتوبة والمقروءة من اليمين إلى اليسار (بالعبرية)، هي يود، هو، واو، وهو. قد يكون الاسم مشتقًا من فعل يعني "أن يكون" أو "يوجد" أو "يسبب أن يصبح" أو "يحدث". على الرغم من عدم وجود إجماع حول بنية الاسم وأصله، فإن صيغة يهوه مقبولة الآن عالميًا تقريبًا، على الرغم من أن نطق يهوه لا يزال يستخدم على نطاق واسع.
تحتوي أسفار التوراة وبقية الكتاب المقدس العبري باستثناء إستير والجامعة و(مع مثال محتمل للصيغة القصيرة YA في الآية 8: 6) نشيد الأناشيد على هذا الاسم العبري. اليهود المتدينون وأولئك الذين يتبعون التقاليد اليهودية التلمودية لا ينطقون ya oh ولا يقرأون بصوت عالٍ أشكال النسخ المقترحة مثل يهوه أو يهوه؛ وبدلاً من ذلك يستبدلونه بمصطلح مختلف، سواء في مخاطبة إله إسرائيل أو الإشارة إليه. البدائل الشائعة في اللغة العبرية هي ʼᴼᴼᴼ (أدوناي، ترجمة حرفية.  يا اللوردات، الجمع الملكي يؤخذ بصيغة المفرد) أو إلوهيم (حرفيا "آلهة" ولكن يتم التعامل معه على أنه مفرد عندما يعني "الله") في الصلاة، أو هاشم ("الاسم") في الكلام اليومي.